# Médias en Algérie
Les médias en Algérie couvrent plusieurs champs de diffusions. 
Dans l'audiovisuel, l'État a gardé le monopole de 1962 à 2012.
De nos jours, les médias publics sont délaissés par la plupart des Algériens, au profit des chaînes étrangères, des chaînes privées et des réseaux sociaux.

## Loi relative à l'information
Les principes relatifs à l'activité d'information sont définis par la loi  n° 23-14 du 27 août 2023 « relative à l’information ».
La nouvelle loi sur l’information réserve l’entrée dans le capital d’un titre aux détenteurs « exclusifs » de la « nationalité algérienne ». Pour Le Monde, cette loi confirme les suspicions du régime à l’égard de la diaspora.

## Lois relatives à la presse écrite, à la presse électronique et à  l'audiovisuel
La loi n° 23-19 du 2 décembre 2023, relative à la presse écrite et à la presse électronique, fixe « les principes et les règles régissant l’activité de la presse écrite et de la presse électronique et son libre exercice ». La loi n° 23-20 du 2 décembre 2023, relative à l’activité audiovisuelle, organise « l'activité audiovisuelle et fixe les règles relatives à son exercice ».

## Audiovisuel

### Télévision
L'Entreprise nationale de télévision (ENTV) est l'entreprise nationale algérienne qui assure le service public de télévision. Elle gère neuf chaines de télévision:
- TV1 - Al Aoula : réseau généraliste en arabe, disponible seulement en Algérie. Diffusée par TDA via le satellite Eutelsat 5WA pour stations et applications professionnelles.
- TV2 - Canal Algérie : chaîne généraliste principalement en français, disponible sur les satellites Eutelsat 5WA (ex AB 3)  à 5°W, Hot Bird 6,(13°E) IntelSat Galaxy 25, NSS7. Ainsi que sur le câble et l'ADSL en France chez Free, SFR, Orange et Bouygues Telecom, et sur Canalsat
- TV3 - Elikhbaria : chaîne d'informations en continu en arabe, disponible sur les satellites Eutelsat 5WA, Hot Bird 6 et Nilesat 102. Disponible sur Numericable et sur la Freebox TV.
- TV4 - Tamazight : chaîne généraliste en tamazight, disponible sur les satellites Eutelsat 5WA, Hot Bird 6 et Nilesat 102. Disponible sur la Freebox TV.
- TV5 - Saint Coran : chaîne religieuse en arabe, disponible sur les satellites Eutelsat 5WA, Hot Bird 6, et Nilesat 1023. Disponible sur la Freebox TV.
- TV6 - Jeunesse : chaîne pour la jeunesse en arabe.
- TV7 - El Maarifa : chaîne éducative.
- TV8 : chaîne d'histoire
- TV9 : chaîne parlementaire
- ENTV web-TV
- AL24 News : chaîne internationale d'informations en continu

Elles achètent plusieurs émissions faites par des producteurs privés indépendants pour les diffuser. Canal Algérie — principale « vitrine » du pays — est également diffusé par satellite et en streaming sur internet. 
Berbère Télévision (chaîne berbère qui diffuse avec 60 % en kabyle et 40 % en français), qui diffuse ses programmes à partir de la France, va sans doute bientôt s'ajouter à la liste précédente[réf. nécessaire]. 
De nouvelles chaînes devraient apparaître après que l'ASAL ait fait les dernières retouches sur le nouveau satellite de télécommunications Alcomsat-1 qui sera exploitable avant l'échéance de 2018 selon les déclarations du ministre algérien des TIC.
Depuis début 2012, sous la pression populaire et effet du Printemps arabe, le gouvernement promet une libéralisation de l'audiovisuel. Le texte de loi est publié au journal officiel. Cependant, son application reste toujours tributaire de la bureaucratie et de l'agenda politique du gouvernement algérien. Elles sont un relai du pouvoir en place.
Depuis de nombreuses chaînes se sont créées:
- Ennahar TV : Chaîne d'information du quotidien arabophone Ennahar, disponible sur le satellite Nilesat.
- Echourouk TV : Chaîne généraliste du quotidien arabophone Echorouk, disponible sur les satellites Nilesat et Hot Bird.
- Al Magharibia : Chaîne d'information maghrébine basée à Londres.
- El Djazairia : Chaîne généraliste basée à Alger, disponible sur le satellite Nilesat.
- Dzair Shop : Chaîne publicitaire.
- Numidia News TV: Chaîne d'information, disponible sur le satellite Nilesat.
- L'Index Algérien TV : Chaîne généraliste, disponible sur le satellite Nilesat.
- Al Atlas TV : Chaîne généraliste, disponible sur les satellites Nilesat et Hot Bird et Arabsat et sur certains bouquets de télévision français
- Hogar TV : Chaîne généraliste, disponible sur le satellite Nilesat.
- Dzair TV
- : Chaîne majoritairement sportive, disponible sur le satellite Nilesat.
- Djurdjura : Chaîne pour enfants, disponible sur le satellite Nilesat.
- Al Asr : Chaîne d'information et religieuse, disponible sur le satellite Nilesat.
- Samira TV
Chaîne destinée aux femmes algériennes, disponible sur le satellite Nilesat.
- Jil TV : Chaîne destinée aux jeunes, rien à voir avec la radio Jil Fm

En avril 2013, le ministère de la Communication confirme l'octroi d'agrément aux chaînes de télévision Echourouk TV, Ennahar TV et El Djazairia TV. Il faut savoir que ces autorisations administratives sont provisoires et celles-ci sont valables jusqu'au 31 décembre 2013. Tout dérapage politique et médiatique entraînera la correction ou le retrait de ce fameux agrément, affirme le communiqué du ministère de la Communication avec une « lancinante » précision. Le ministre de la Communication, Mohamed Saïd, avait indiqué que le secteur de la communication franchira, à l'aube de l'année 2014, une nouvelle étape dans le processus de son développement avec l'ouverture du champ audiovisuel.
Les chaînes satellitaires (arabophones ou francophones) sont très prisées de la population, qui s'est équipée en conséquence. Le nombre de paraboles serait de 20 millions. Cependant, un projet de loi serait à l'étude pour interdire les paraboles sur les façades de maison qui donnent sur les rues et les boulevards. Plusieurs opérateurs sont sur place, Camagraph, Stream System, Magenta, Condor. Canal+ a signé un accord spécial avec l'Algérie.
En novembre 2022, la chaîne de télévision privée El Adjwaa TV est définitivement fermée pour avoir diffusé un film dans lequel un couple s’embrassait. L’Autorité de régulation de l’audiovisuel (Arav) justifie sa décision en argumentant que le film comportait des « scènes offensantes et contraires aux valeurs de notre société et à notre religion ». Selon Jeune Afrique, les mesures d’interdiction se multiplient, certains professionnels l'interprétant comme le signe d’un durcissement général de la société.

### Radio
En Algérie, les stations radio nationales ou locales sont exclusivement publiques. Le secteur privé n’a pas encore investis les ondes radio. Toutefois, les web radio se font de plus en plus nombreuses .
- Radios nationales :

Alger Chaîne 1
Alger Chaîne 2
Alger Chaîne 3
El Bahdja
Jil FM
+ 48 radios régionales
Radios internationaux :
Radio Algérie Internationale
Ifrikya FM
- Web radios :

Jow Radio
Radio M
Radio des sans voix

## Presse écrite
La presse écrite algérienne comprend trois langues : l'arabe, le français et le tamazight. La majorité de la presse écrite est privée. Cette presse est publiée sur le net quotidiennement sauf le vendredi (jour férié). 
La presse écrite algérienne se diffuse massivement sur le net. Cependant, le potentiel commercial n'est pas encore pleinement exploité. En effet, certains journaux diffusent à titre gracieux leurs articles et les bannières publicitaires sont peu sollicitées. En 2003, le pays comptait 80 fournisseurs agréés mais seulement une vingtaine d’opérationnels ce qui explique pourquoi ce moyen de diffusion soit si peu démocratisé. 
L’Algérie a connu ces derniers mois, l'apparition de la presse gratuite : le Magazine N'TIC spécialisé en nouvelles technologies est distribué chaque mois dans les rues de la capitale.
Algérie Presse Service est l'agence de presse nationale algérienne. Elle est née le 1er décembre 1961, dans le sillage de la Guerre de libération nationale, pour en être le porte-drapeau sur la scène médiatique mondiale. Ses évolutions successives dès ses origines en font une agence de presse moderne proposant des services en ligne et par satellite. Cette agence a longtemps été considérée comme un outil de propagande au service du régime.

## Presse en ligne

### Sites d'information en ligne
Depuis le développement d'Internet en Algérie et l'extension du réseau, plusieurs médias en ligne "pure player" ont été créés, tous ne sont pas basés en Algérie, mais ils traitent de l'information en rapport avec l'Algérie. Parmi eux, on peut citer TSA Algérie créé en 2007, Maghreb Emergent, Huffpost Algérie, DNA (Dernières nouvelles d'Algérie), créé en 2010 et interrompu en 2013, Algerie-Focus, créé en 2008, Chouf-chouf, créé en 2013 et Cap Algerie créé en août 2016. En plus des medias francophones, le Algiers Herald, un magazine anglophone a vu le jour en 2019, un magazine qui traite de l'information par rapport au Maghreb.
Les sites internet d'information sur l'Algérie bénéficient en général d'une audience importante et croissante mais peinent à se développer en raison de contraintes économiques et commerciales fortes (publicité).
On note également le nouveau site d'information Médias DZ, créé fin 2018, qui traite exclusivement de l'actualité en rapport avec les médias (presse écrite et électronique, télévision, radio).
Avec le Hirak du 19 février 2019 les autorités algériennes ont censuré plusieurs sites d'information entre autres : ObservAlgérie, TSA, Radio M, Interlignes, Twala.info